# Lubāns
Lubāns (Lubānas ezers nebo Lubāna ezers) je největší jezero v Lotyšsku. Jeho rozloha je 82,1km² (bez ostrova Akmeņsala 80,70 km²). 

## Pobřeží
Rozkládá se v rozlehlé bažinaté kotlině. Břehy jsou nízké.

## Vodní režim
Zdroj vody je smíšený, převážně sněhový. Pro odvodnění kotliny za účelem zemědělství bylo využito koryt přítoků jezera, které byly odvedeny bezprostředně do řeky Aiviekste.